# Меридіан трьох частин тулуба (X)
Меридіан трьох частин тулуба — парний, симетричний, доцентровий, належить до системи Ян. Налічує по 23 пункти акупунктури на кожному боці.
Позначають як, цифрами — X, літерами — TR(фр.), 3E(нім.), TH(англ.), наприклад: 1X, TR1, 3E1, TH1 («межа виступу» — перший пункт меридіана трьох частин тулуба).
Часом найвищої активності меридіана є 21.00-23.00, пасивності — 09.00-11.00.

## Точки на меридіані
1 Гуань-чун (g關衝, guān-chōng — межа виступу)，井穴
2 Є-мень (液門, yè-mén — ворота рідини), 滎穴
3 Чжун-чжу (中渚, zhōng-zhǔ — середній острів)，輸穴
4 Ян-чі (陽池, yang-chí — ставок ян)，原穴
5 Вай-гуань (外關, wài-guān — зовнішній кордон (точка перетину восьми меридіанів))，絡穴，八脈交會穴，通阳维脉
6 Чжі-гоу (支溝, zhī-gōu — гіллясті ямм)，經穴
7 Хуей-цзун (會宗, huì-zōng — зустріч з предками (суглобовий поріг)，郄穴)
8 Сань-ян-ло (三陽絡, sān-yáng-luò — ло трьох ян)
9 Сі-дзу (四瀆, si-dú — чотири річки (чотири течії води))
10 Тянь-цзин (天井, tiān-jǐng — небесне джерело)，合穴
11 Цін-лен-юень (清冷淵, qīng-leng-yūan — ясний прохолодний вир (холодний вир))
12 Сяо-ле (消濼, xiāo-luò — відведення стоячої води (вгамування спраги))
13 Нао-хуей (臑會, nào-huì — з'єднання(точка) плеча)
14 Цзянь-ляо (肩髎, jiān-liáo — ямка плеча)
15 Тянь-ляо (天髎, tiān-liáo — небесна ямка)
16 Тянь-ю (天牖, tiān-yǒu — небесне вікно з решіткою)
17 Ї-фенг (翳風, yì-fēng — захист від вітру)
18 Ці-май (瘛脈, chì-mài — пульс, що б'є (пульсувальна артерія))
19 Лу-сі (顱息, lú-xī — дихання черепа (голова та відпочинок))
20 Цзяо-сунь (角孫, jiǎo-sūn — хід з верхівки вуха (кутова колатераль))
21 Ер-мень (耳門, er-mén — шовковий бамбук (ворота вуха))
22 Ер-Хе-ляо (耳和髎, er-hé-liáo — зернятко — вискова ямка (звичайна (нормальна) ямка))
23 Сі-чжу-кун (絲竹空, sī-zhú-kōng — ворота вуха (вузький отвір))